# Ивкино (Рязанский район)
Ивкино — деревня в Рязанском районе Рязанской области. Входит в Окское сельское поселение.

## География
Находится в центральной части Рязанской области на расстоянии приблизительно 18 км на юг-юго-восток по прямой от вокзала станции Рязань I.

## История
На карте 1850 года показана как поселение с 19 дворами. В 1859 году здесь (тогда деревня Рязанского уезда Рязанской губернии) было учтено 18 дворов, в 1897 — 23.

## Население
Численность населения: 233 человека (1859 год), 193 (1897), 50 в 2002 году (русские 92 %), 67 в 2010.